# Вулф Појнт (Монтана)
Вулф Појнт (енгл. Wolf Point) град је у америчкој савезној држави Монтана.

## Демографија
По попису из 2010. године број становника је 2.621, што је 42 (-1,6%) становника мање него 2000. године.
| Група             | 2000.         | 2010.         |
| Белци             | 1.473 (55,3%) | 1.101 (42,0%) |
| Афроамериканци    | 1 (0,0%)      | 6 (0,2%)      |
| Азијати           | 27 (1,0%)     | 32 (1,2%)     |
| Хиспаноамериканци | 43 (1,6%)     | 43 (1,6%)     |
| Укупно            | 2.663         | 2.621         |